# 塞朗城堡

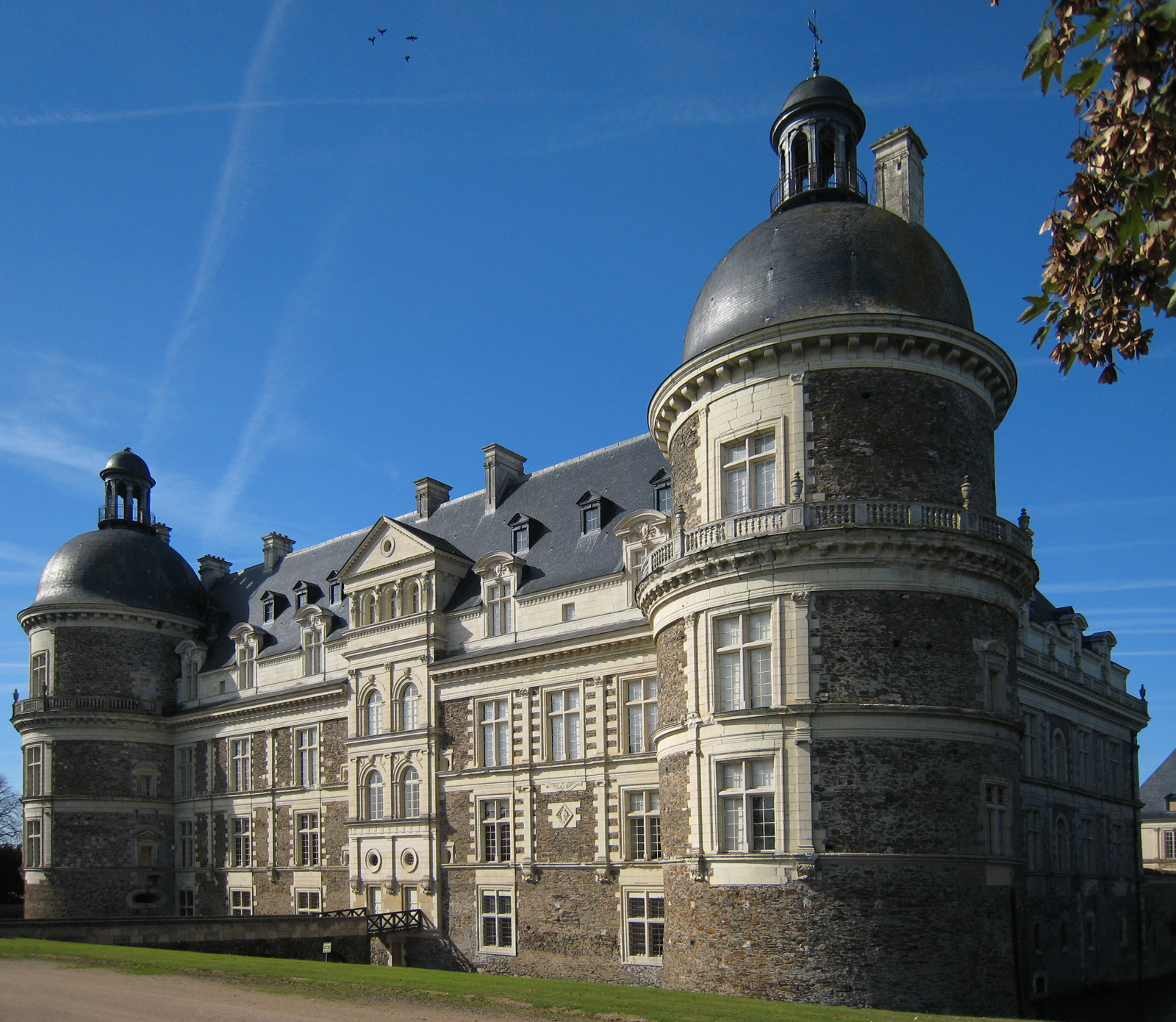
塞朗城堡

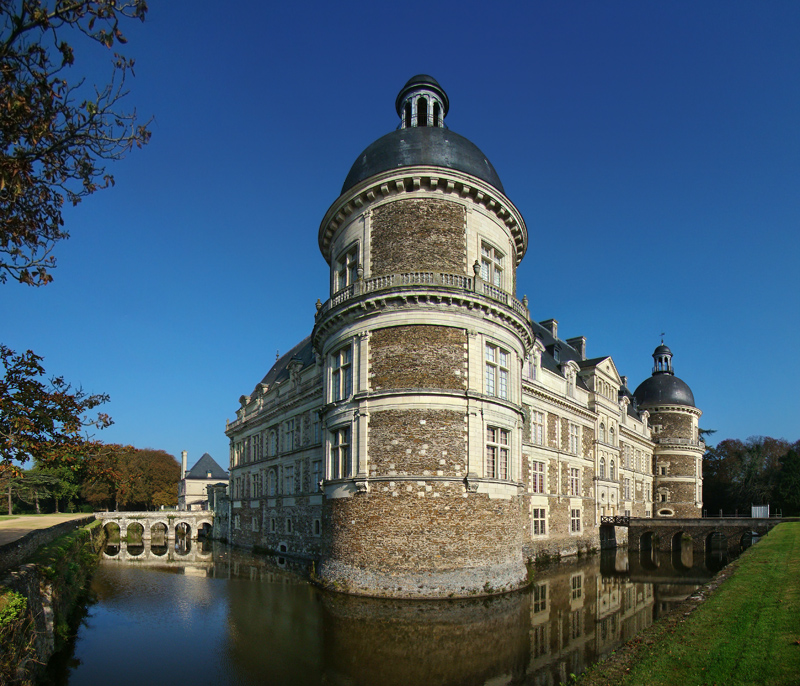

塞朗城堡（法語：Château de Serrant，法語發音：[ʃato də seʁɑ̃]）是一座法国城堡，文艺复兴风格，位于卢瓦尔河谷，卢瓦尔河地区大区曼恩-卢瓦尔省中部昂热区的市镇卢瓦尔河畔圣乔治，昂热以西15公里处。城堡是梅罗德亲王的私人住宅，对游客开放。
文艺复兴城堡建在中世纪堡垒的基础上。从14世纪起，这座城堡就由布里家族控制。夏尔·德·布里（Charles de Brie）早在16世纪就受到启发开始了现代化建设，但由于缺乏资金，该项目被迫停止，只有北塔完工。城堡的所有权数次易手后，1636年，国务委员纪尧姆·博特吕购买了这处产业，并且使用查理·德·布里的原始规划，重新开始了一个多世纪前暂停的建设，继续使用规定的黄褐色片岩和白色石灰华，博特吕确保了设计的连续性。增加了中央大厅、两翼和南塔，朱尔·阿杜安-芒萨尔建造的小堂完成了博特吕的工程。
1749年，博特吕家族最后一位后裔，将城堡出售给安托万·沃尔什，他是一位富有的南特奴隶贩子，来自一个流亡的爱尔兰詹姆斯党家庭。除了重新装饰城堡内部外，沃尔什家族还建造了一座英式园林，有亭子和一扇宏伟的大门，上有家族徽章。
1830年，沃尔什小姐嫁给拉特雷穆瓦耶公爵（1764–1839），城堡最终脱离了沃尔什家族的控制。公爵安排吕西安·马涅（Luciene Magne）完成修复城堡的任务，并增加了护墙和飞檐。拉特里莫耶家族仍然拥有这座城堡，在20世纪又进行了现代化改造，引入电力。
城堡目前的所有人梅罗德王子的母亲是拉特雷穆瓦耶家族的后裔。
城堡以图书馆闻名，藏书12000本；拱形大厅，最初是厨房的所在地；还有拿破仑的卧室，皇帝从未使用过，因为他在城堡里只呆了两个小时。

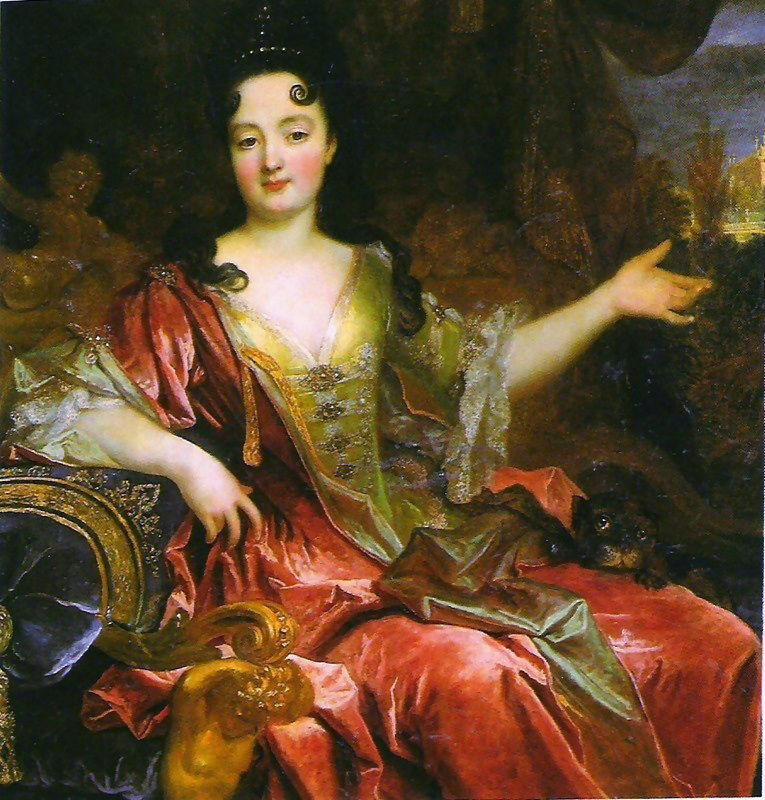
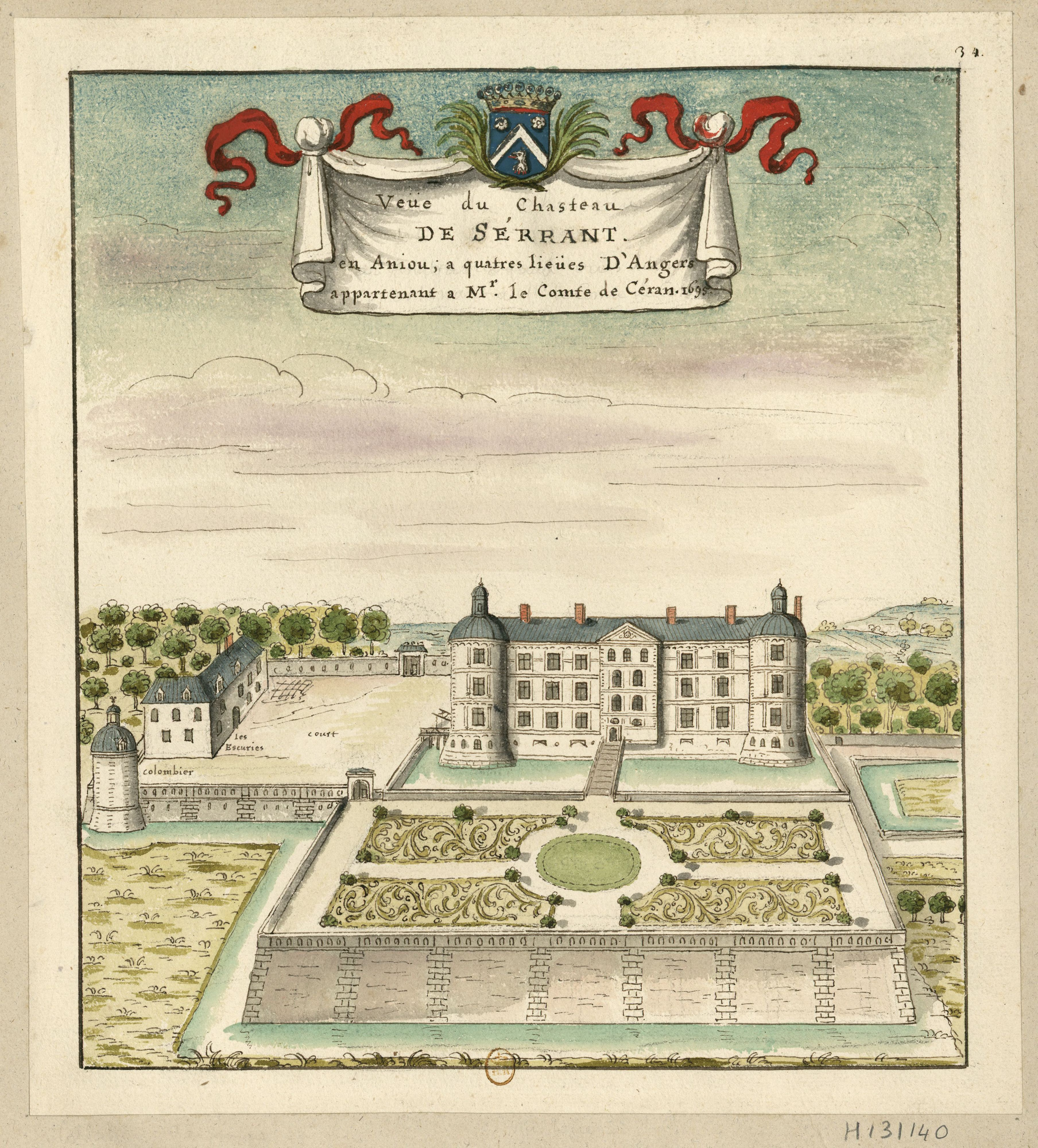
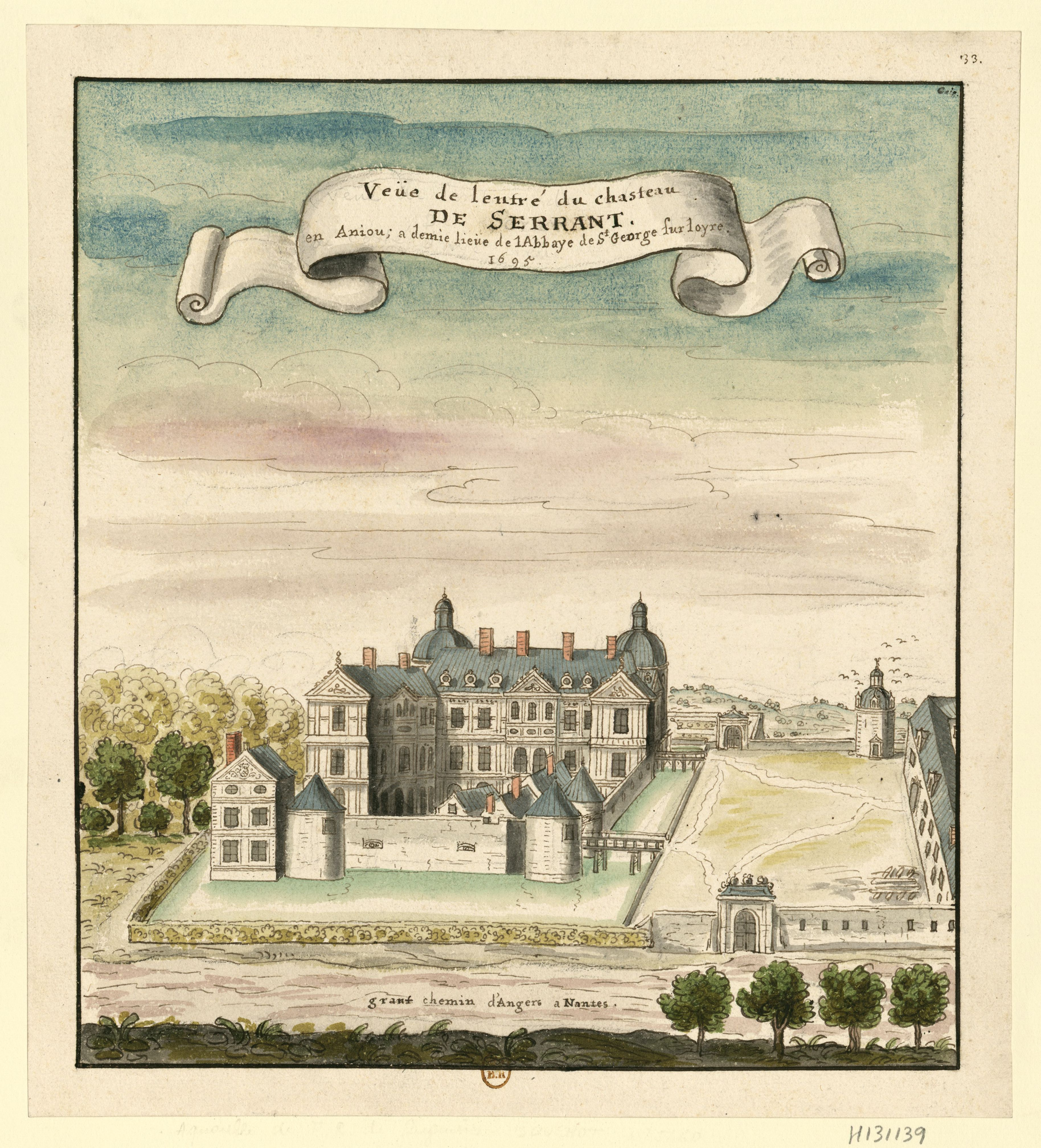